# Estádio Campeones del 36

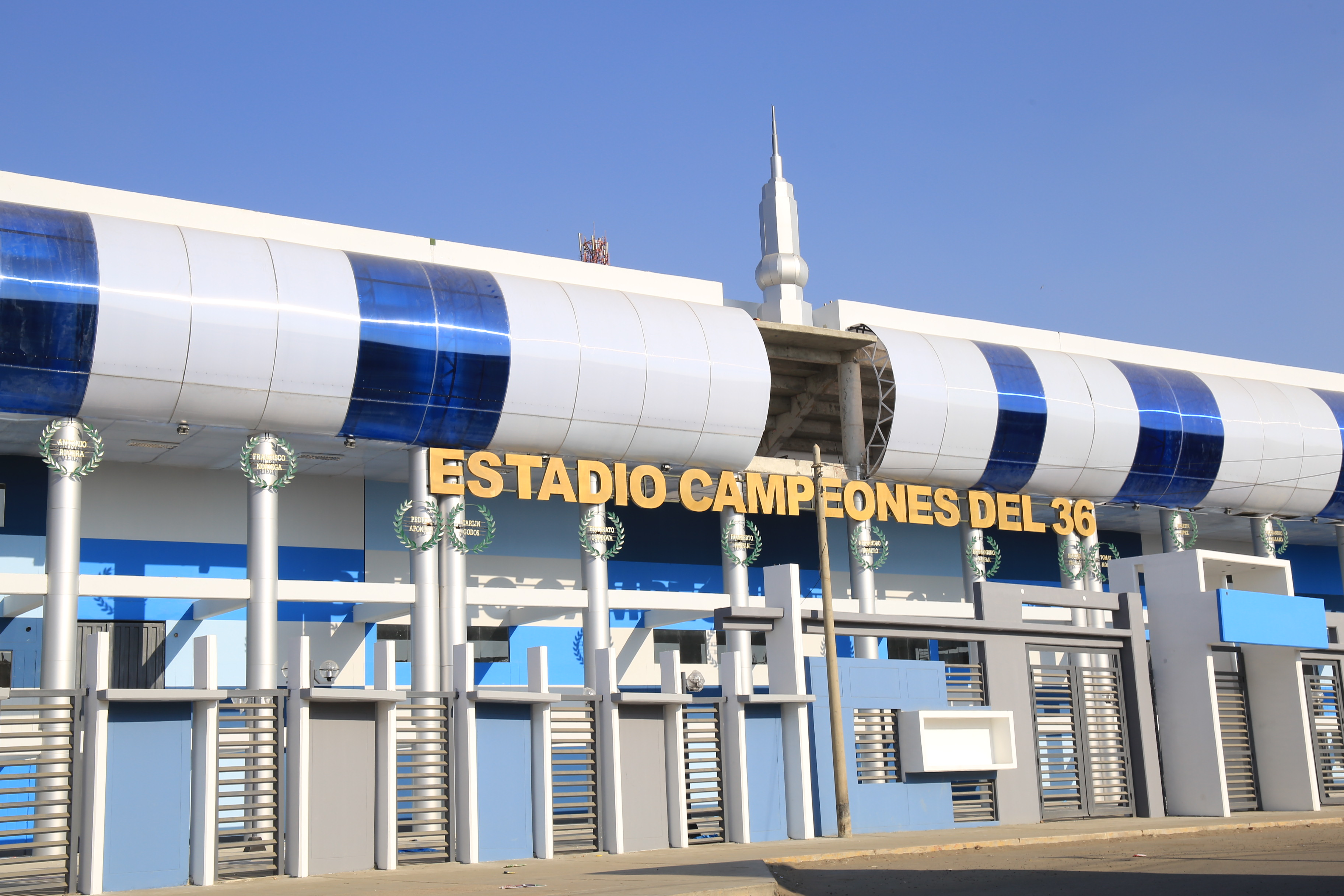
Fachada principal do Estadio Campeones del 36

Estadio Campeones del 36 é um estádio de futebol localizado na cidade de Sullama, no Peru.
Possui capacidade para 8.000 pessoas e é a casa do clube de futebol Alianza Atlético de Sullana.
O nome do estádio deve-se ao ano de 1936, quando várias cidades peruanas realizaram um torneio amador de futebol e o time da cidade sagrou-se campeão.
Devido a pequena capacidade, o Alianza Atlético manda os principais jogos no Estádio Miguel Grau, da cidade de Piura.